# Placidochromis turneri
Placidochromis turneri är en fiskart som beskrevs av Mark Hanssens 2004. Placidochromis turneri ingår i släktet Placidochromis och familjen Cichlidae. Inga underarter finns listade i Catalogue of Life.